# Roger Surmin
Roger Surmin (29 de noviembre de 1946) es un deportista francés que compitió en vela en la clase 470. Ganó una medalla de oro en el Campeonato Mundial de 470 de 1975.

## Palmarés internacional
| Campeonato Mundial | Campeonato Mundial                  | Campeonato Mundial | Campeonato Mundial |
| Año                | Lugar                               | Medalla            | Clase              |
| ------------------ | ----------------------------------- | ------------------ | ------------------ |
| 1975               | Association Island (Estados Unidos) | Medalla de oro     | 470                |